# 34142 Sachinkonan
34142 Sachinkonan è un asteroide della fascia principale. Scoperto nel 2000, presenta un'orbita caratterizzata da un semiasse maggiore pari a 3,1534463 au e da un'eccentricità di 0,1470528, inclinata di 0,94493° rispetto all'eclittica.